# Донгань
Донгань (вьет. Đông Anh) — уезд Вьетнама, один из семнадцати сельских уездов, входящих в состав Ханоя. Площадь — 182 км², население — 278 тыс. человек (в 2008 году — 327,5 тыс. человек, плотность — 1,8 тыс. чел./км²), административный центр — город Донгань (вьет. Đông Anh). Уроженцами уезда являются видный государственный деятель Вьетнама Нгуен Фу Чонг и известный астрофизик Чинь Суан Тхуан.

## География
Уезд Донгань расположен на севере от центра Ханоя (один из четырёх сельских уездов левобережного Большого Ханоя). На юге он граничит с районами Бактыльем, Тэйхо и Лонгбьен (граница проходит по рекам Хонгха и Дыонг), на юго-востоке — с уездом Зялам, на востоке — с провинцией Бакнинь, на севере — с уездом Шокшон (граница проходит по реке Кало), на северо-западе — с уездом Мелинь, на юго-западе — с уездом Данфыонг.

## Административное деление
В настоящее время в состав уезда Донгань входят один город (thị trấn) — Донгань и 23 сельские общины — Бакхонг (вьет. Bắc Hồng), Колоа (вьет. Cổ Loa), Даймать (вьет. Đại Mạch), Донгхой (вьет. Đông Hội), Зукту (вьет. Dục Tú), Хайбой (вьет. Hải Bối), Кимтюнг (вьет. Kim Chung), Кимно (вьет. Kim Nỗ), Льенха (вьет. Liên Hà), Майлам (вьет. Mai Lâm), Намхонг (вьет. Nam Hồng), Нгуенкхе (вьет. Nguyên Khê), Тамса (вьет. Tàm Xá), Тхюилам (вьет. Thụy Lâm), Тьензыонг (вьет. Tiên Dương), Уйно (вьет. Uy Nỗ), Ванха (вьет. Vân Hà), Ванной (вьет. Vân Nội), Вьетхунг (вьет. Việt Hùng), Виньнгок (вьет. Vĩnh Ngọc), Вонгла (вьет. Võng La), Суанкань (вьет. Xuân Canh), Суаннон (вьет. Xuân Nộn).

## История

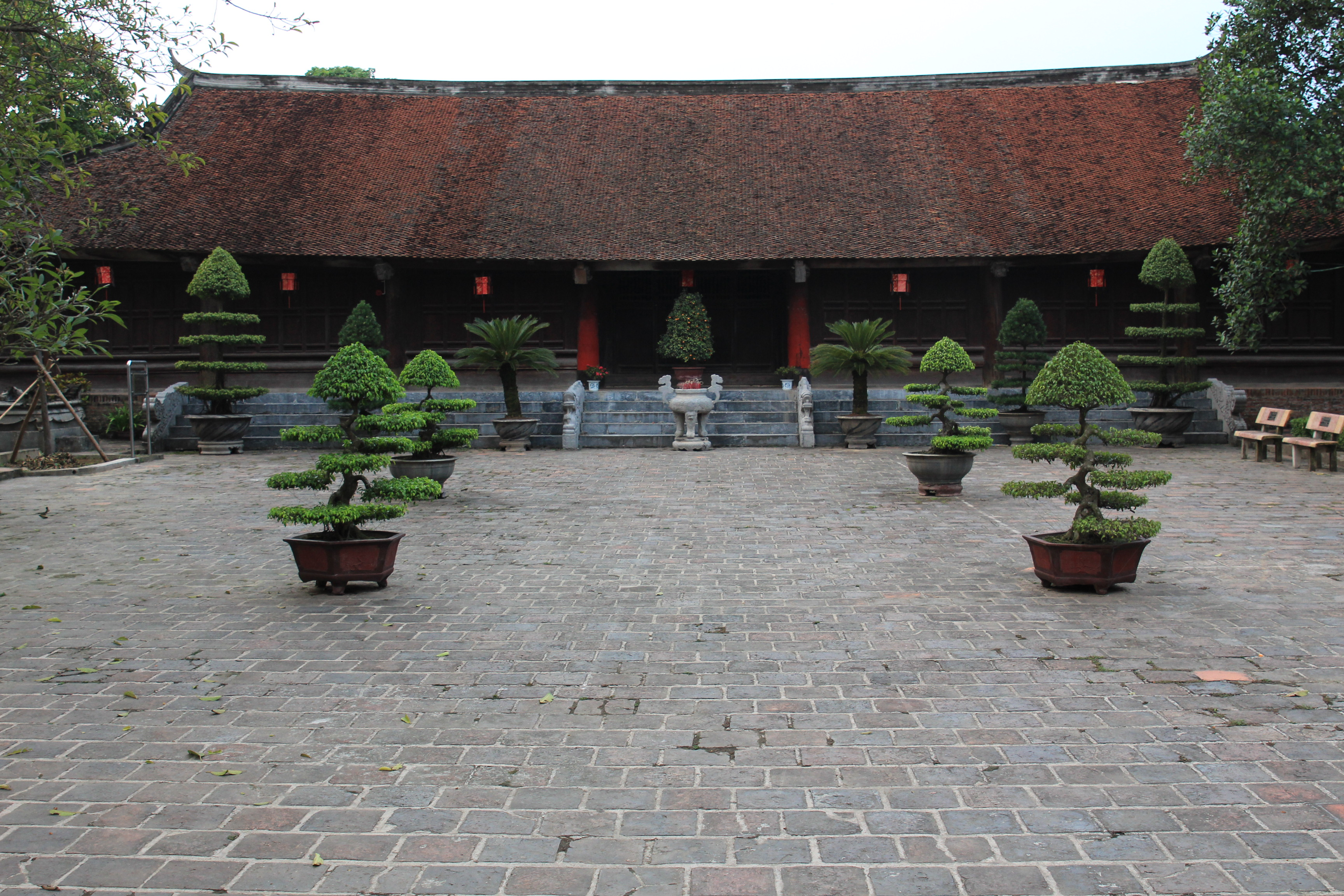
Крепость Колоа

В середине III века до н. э. вождь аувьетов Ан Зыонг-выонг разбил войска государства Ванланг и основал собственное государство Аулак, столицей которого стала крепость Колоа (вьет. Thành Cổ Loa) на территории нынешнего уезда Донгань. По всей видимости, крепость была основана в конце правления династии Хонг-банг (на её территории найдены многочисленные артефакты донгшонской культуры), а в период Аулака её значительно расширили, окружив сложной системой рвов и стен (отсюда и название крепости, означающее «старая спираль»). В 206 году до н. э. армия Чьеу Да захватила Колоа и присоединила город к царству Намвьет.
В I веке до н. э. крепость Колоа ненадолго была резиденцией мятежного правителя Тэй Ву-выонга (вьет. Tây Vu Vương), восставшего против китайского господства. Сегодня на месте древней крепости сохранились внешние валы и следы рвов, а также внутренняя цитадель с более поздним храмом в честь Ан Зыонг-выонга. Длина крепостных валов составляет 8 км, на них имеются следы оборонительных башен и стен.
В 1901 году был основан уезд Донгкхе, находившийся в подчинении города Тышон (вьет. Từ Sơn) провинции Бакнинь. В 1903 году уезд Донгкхе был переименован в Донгань, с 1904 года подчинялся городу Фукйен (вьет. Phúc Yên), в 1913—1923 годах — городу Виньйен, в 1923—1950 годах — вновь городу Фукйен, в 1950—1961 годах — провинции Виньфук. В 1997 году в уезде Донгань был основан крупный промышленный парк Тханглонг (Thang Long Industrial Park).

## Транспорт
По территории уезда Донгань проходят национальные шоссе № 3, № 5 и № 23, скоростные шоссе № 7 Ханой — Тхайнгуен и скоростная автомагистраль, связывающая центр Ханоя с международным аэропортом Нойбай. Через реку Хонгха переброшены мосты Тханглонг (3,5 км, 1978 год) и Няттан (вьет. Nhật Tân; 3,9 км, 2015 год), через реку Дуонг — мост Донгчу (вьет. Đông Trù; 1,2 км, 2014 год).
Также через уезд пролегают несколько железнодорожных линий (самая оживлённая линия проходит по автомобильно-железнодорожному мосту Тханглонг через реку Хонгха). Общественный транспорт представлен разветвлённой сетью автобусных маршрутов.

## Экономика
Уезд Донгань славится многочисленными религиозными и фольклорными праздниками, которые привлекают вьетнамцев и иностранных туристов. В уезде имеется несколько озёр, на берегу которых оборудованы зоны отдыха и барбекю с отелями и ресторанами.
В розничной торговле всё ещё преобладают рынки и уличные торговцы, но их постепенно теснят крупные сетевые супермаркеты и торговые центры. В уезде имеется много мелких и средних предприятий по производству продуктов питания, стройматериалов, одежды и обуви, различных ремонтных мастерских и сервисных центров.
Кроме того, здесь расположены крупные предприятия, исследовательские центры и офисы компаний Denso, Panasonic, Canon, Sumitomo Heavy Industries, Toshiba, Mitsubishi Heavy Industries, Yamaha, FANUC, Hoya Corporation, Molex, Showa Corporation, Nitto Denko, SEI Electronic Components, Toto, Kein Hing Muramoto, Mitsubishi Pencil, Matsuo Industries, Fujikin, Kyoritsu Electric, Nissei Electric, Atsumitec, Meiko Electronics, Alpha Industries, Sumitomo Nacco Materials, Asahi Intecc, Daiwa Plastics, Eiwo Rubber, Ohara Plastics, Nippon Kouatsu Electric, Ryonan Electric, Enplas Vietnam, Toho Vietnam, SATO Vietnam, Ogino Vietnam, Enkei Vietnam, HAL Vietnam, Ikeuchi Vietnam, Nagatsu Vietnam, Sakurai Vietnam, Suncall Technology, Chiyoda Integer, Kuroda Electric, Hanoi Steel, MHI Aerospace. Наибольшая концентрация промышленных предприятий имеется в Thang Long Industrial Park, который находится в юго-западной части уезда.
В уезде ведётся строительство парка развлечений Кимкуй (вьет. Kim Quy; «Золотая черепаха») площадью почти 200 гектаров. Вокруг Thang Long Industrial Park планируется возвести социальное жильё и соответствующую социальную инфраструктуру для многочисленных иногородних рабочих. Также в Донгане строятся высотные жилые комплексы для среднего класса, коттеджные посёлки и экологически чистые курорты.

## Культура

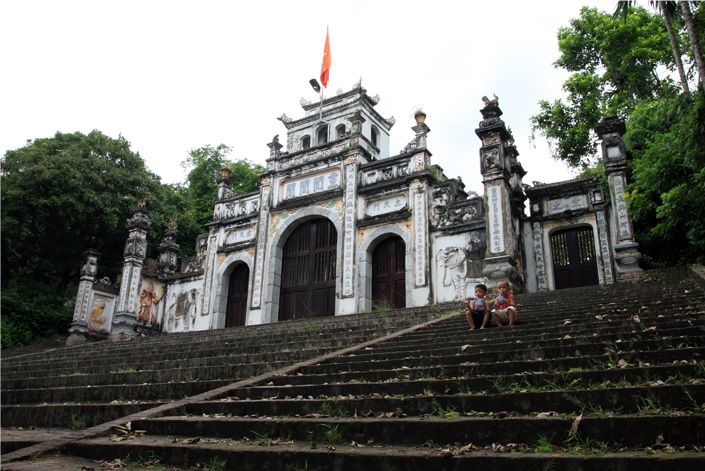
Ворота в храм Ан Зыонг-выонга

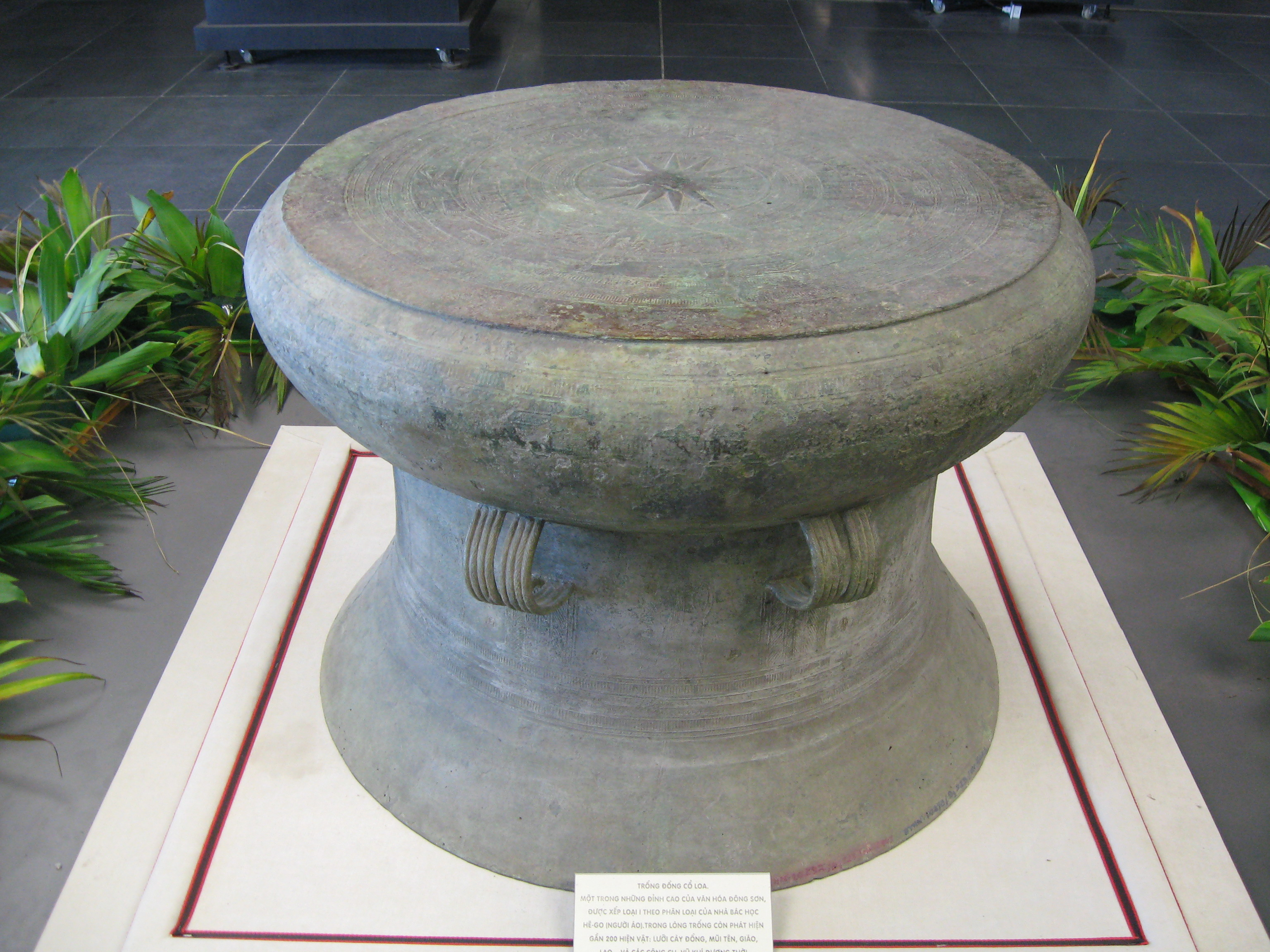
Бронзовый барабан из Колоа. Ханойский музей

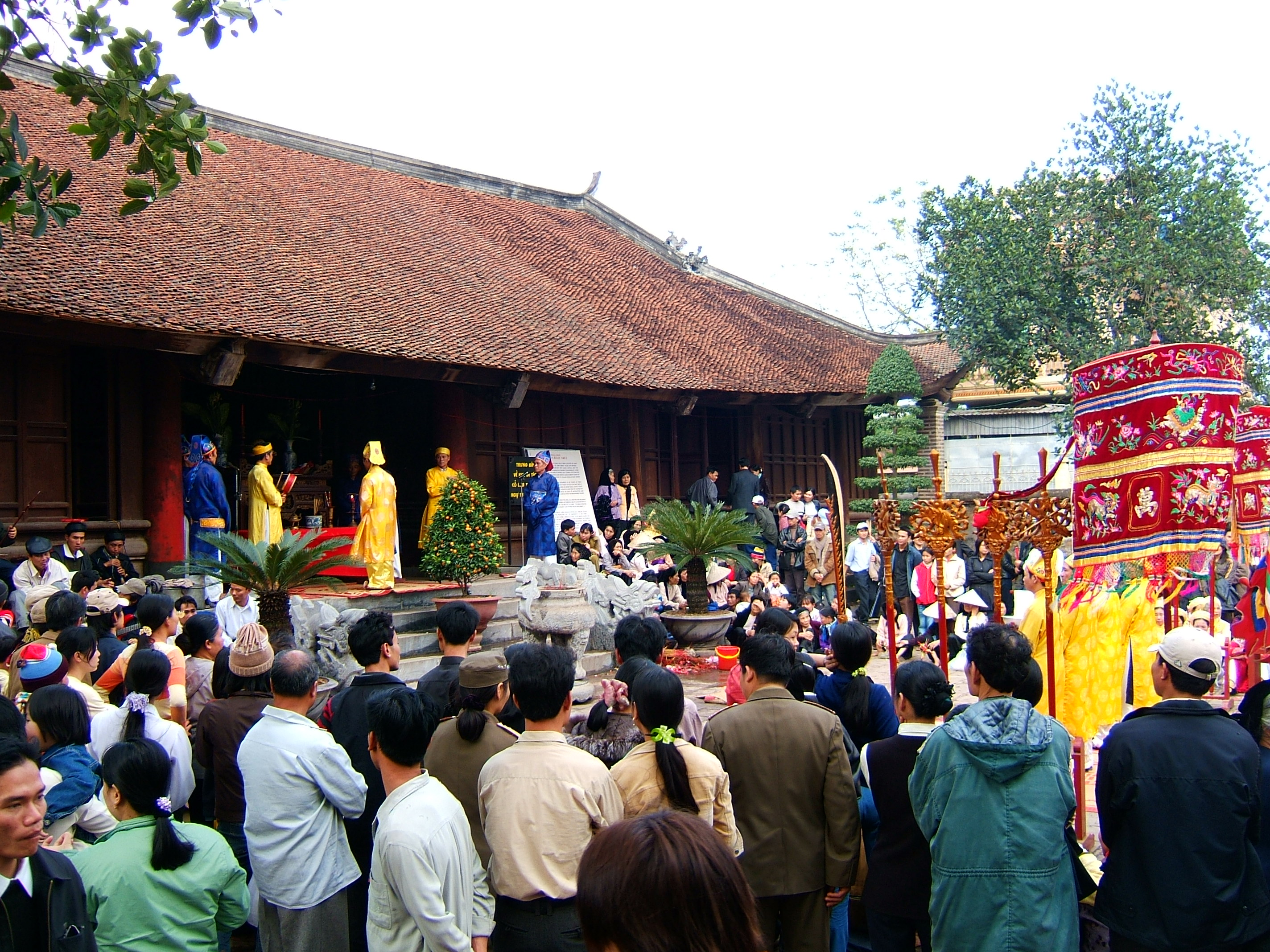
Праздник, посвящённый Ан Зыонг-выонгу

В деревне Канкхе общины Нгуенкхе проходит местный праздник, посвящённый народному герою Тхань Зёнгу (вьет. Thánh Gióng) и сопровождаемый многочисленной процессией с участием юношей и стариков. В деревне Дыонгйен (вьет. Đường Yên) общины Суаннон проводится уникальный фестиваль выбора жениха, посвящённый женщине-полководцу Ле Тхи Хоа (вьет. Lê Thị Hoa), которая прославилась в эпоху сестёр Чынг (во время праздника с помощью игр и соревнований для Ле Тхи Хоа выбирают самого талантливого жениха).
В общине Колоа все деревни и сёла проводят местный праздник, посвящённый Ан Зыонг-выонгу и сопровождаемый большой процессией «живого» царя. В деревне Хахыонг (вьет. Hà Hương) общины Льенха проходит праздник, посвящённый известным врачевателям периода хунгвыонгов Ву Дык Конгу и Ву Минь Конгу (сопровождается церемонией жертвоприношения, процессией и борьбой).
В деревне Хайбой одноимённой общины проводится местный праздник, посвящённый Чьеу Нгуен, Чьеу Тинь и Чьеу Лень (сопровождается игрой в шахматы, лазанием на столб, обмазанный маслом, театральными представлениями, исполнением чонгкуан, пением мальчиков и девочек, разделённых на две команды длинной нитью). В деревне Леса общины Майлам проходит местный праздник, посвящённый полководцам сестёр Чынг Дао Ки (вьет. Đào Kỳ) и Фыонг Зунг (вьет. Phương Dung) (сопровождается процессией, церемонией жертвоприношения, конкурсом заплетения шнура, исполнением качу и куанхо, ловлей уток и петушиными боями).
В общине Льенха проводится праздник Локхе, посвящённый певцам и преподавателям музыки качу Динь Зы (вьет. Đinh Dự) и его жене Ман Хоа Дыонг (вьет. Mãn Hoa Đường), он сопровождается церемониями культа предков, жертвоприношениями, религиозным пением и танцами. В деревне Матьлунг (вьет. Mạch Lũng) общины Даймать проходит местный праздник, посвящённый трём высокопоставленным придворным Минь Мо и их матери Соа Нуо (сопровождается водной процессией, процессией паланкинов и гонками на гребных лодках).
В деревне Маньтан общины Тхюилам проводится местный праздник, посвящённый Зыонг Зянгу и «матери страны» периода династии Ли Куок Мау (вьет. Quốc Mẫu); фестиваль сопровождается процессией паланкинов, церемонией жертвоприношения и традиционной борьбой. В деревне Зукту одноимённой общины проходит местный праздник выпускания голубей. В деревне Куай общины Льенха проводится местный праздник, посвящённый божествам-покровителям Тхюи Хай (вьет. Thủy Hải), Данг Зянг (вьет. Đăng Giang), Кхонг Тюнг (вьет. Khổng Chúng), Там Зянг (вьет. Tam Giang) и Донг Хай (вьет. Đông Hải). Фестиваль сопровождается исполнением зяозуен (вьет. giao duyên), петушиными боями, играми в шахматы и жмурки, ловлей уток в водоёме.
В деревне Виньтхань общины Виньнгок проходит праздник Руонг (Ruộng), посвящённый местному божеству-покровителю Ной Хау (Nội Hầu), который был полководцем у Ан Зыонг-выонга, его жене А Ныонг (вьет. Ả Nương) и сыновьям Донг Конгу (вьет. Đống Công) и Вык Конгу (вьет. Vực Công); фестиваль сопровождается гонками женских деревянных лодок, нос которых изготовлен в форме дракона и журавля, и представлением кукольного театра на воде.
В деревне Тхюилой общины Тхюилам проводится храмовый праздник Шай (он же — праздник процессии «живого» царя), посвящённый божеству Хюэн Тхьен Чан Ву (вьет. Huyền Thiên Trấn Vũ); фестиваль сопровождается красочной процессией, изображающей «живого» царя в виде старика, сидящего в паланкине. В деревне Тхайбинь общины Ванной проходит храмовый праздник, посвящённый полководцу Чан Хынг Дао и сопровождаемый молитвами и другими религиозными церемониями.
В деревне Лыккань (вьет. Lực Canh) общины Суанкань проводится праздник Тхыонглао (вьет. Thượng Lào), посвящённый Ан Зыонг-выонгу и Као Шону (сопровождается пением качу, борьбой, игрой в шахматы и запуском воздушных змеев). В деревне Вай общины Тамса проходит местный праздник, посвящённый «бессмертному» Тан Вьену (вьет. Tản Viên), Као Шону (вьет. Cao Sơn), Куй Миню (вьет. Quý Minh), Лонг Линю и госпоже Кам (вьет. Cẩm); сопровождается жертвоприношениями, конфуцианскими ритуалами и танцем в масках. В деревне Вьенной общины Ванной проводится праздник, посвящённый полководцам Донг Виню (вьет. Đông Vĩnh) и Тюнг Бао (сопровождается процессией в честь «бога шара» Тхан Кау, церемонией жертвоприношения и игрой, в которой команды соперничают за шар).
В деревне Лыонгкуи (вьет. Lương Quy) общины Суаннон проходит местный праздник, посвящённый трём полководцам (Тхонгу, Куи и Зянгу) и сопровождаемый конкурсом по приготовлению рисовых угощений (блюда с орехами ареки, бетелем и курятиной).

## Образование
В уезде расположены кампус Вьетнамского политехнического университета и несколько престижных колледжей.